# Шуя
Шу́я (на руски: Шуя) e град в Русия, административен център на Шуйски район, Ивановска област.

## География
Населението на града към 1 януари 2018 е 58 114 души.

## История
Първото документално споменаване на града е от 1539 година. Става център на Шуйското княжество. От 1403 година се споменават князете Шуйски (от рода Рюриковичи, които владеят града 2 века и създават царска династия в Русия. Руският цар Василий IV Шуйски е последният представител на рода начело на държавата, а след него (1610) властва династията Романови.